# NGC 6339
NGC 6339 este o galaxie situată în constelația Hercule. A fost descoperită în 21 aprilie 1887 de către Lewis A. Swift. Se află la o distanță de 25,47 de megaparseci de Pământ.